# Karl Wehle
Karl Wehle, född den 24 april 1901 i Wien, död den 26 november 1933 i samma stad (vid tiden dock folkbokförd i Engelbrekts församling), var en österrikisk-svensk pianist, orkesterledare och kompositör, som bland annat skrev musiken till Någonting att äta, någonting att dricka. Wehle var verksam under pseudonymerna Boll-Kalle och Bob Silve.

## Biografi
Efter musikstudier i Wien och Paris och verksamhet som barpianist och artistackompanjör i Wien, kom Wehle till Sverige i början av 1920-talet, först till Göteborg. Han bildade en orkester som spelade underhållningsmusik och dansmusik. På Hasselbacken i Stockholm, där orkestern ofta spelade, blev Wehle upptäckt av Ernst Rolf, och han blev ackompanjatör och kapellmästare vid Rolfs revyer och shower. Rolf lanserade honom "Europas främste jazzpianist" och han kom att skriva flera populära musikstycken till Rolfs revyer. Han turnerade också med Ulla Billquist och John Wilhelm Hagberg.
När Wehle drabbades av en svår öroninflammation, reste han 1933 till Wien i tron att han skulle kunna få bättre behandling där, men avled där senare under året.
Många av hans melodier har använts som filmmusik även efter hans död.

## Filmografi i urval

### Filmmusik
- 1932 – Kärleksexpressen
- 1932 – Svärmor kommer
- 1933 – Hustru för en dag
- 1934 – Falska Greta
- 1949 – Boman får snurren
- 1955 – Blå himmel
- 1972 – Klara Lust

### Roller
- 1929 – Säg det i toner

### Producent
- 1932 – Kärleksexpressen